# 中嶋星奈
中嶋 星奈（なかじま せいな、1997年12月2日 - ）は、日本のカーリング選手。
中部電力カーリング部に所属。

## 経歴
長野県軽井沢町出身。同じく中部電力に所属する北澤育恵、鈴木みのりとはジュニアチーム「軽井沢ファイヤーボンバー」でもチームメイトであった。
2013–2014年シーズン
- 軽井沢ジュニアとして第22回日本ジュニアカーリング選手権大会に出場、準優勝[2]。
- チーム軽井沢として第31回日本カーリング選手権大会に出場、予選敗退[3]。

2015–2016年シーズン
- 第24回日本ジュニアカーリング選手権大会に出場、準優勝[4]。
- 第33回日本カーリング選手権大会に出場、4位[5]。

2016年
- 軽井沢高校を卒業後、中部電力に入社。

2016–2017年シーズン
- 第34回日本カーリング選手権大会に中部電力のリザーブとして出場、優勝[6]。

2017–2018年シーズン
- 第35回日本カーリング選手権大会にセカンドとして出場、3位[7]。

2018–2019年シーズン
- 第36回日本カーリング選手権大会にスキップとして出場、優勝[8]。
- 2019年世界女子カーリング選手権大会に出場、4位[9]。

2019–2020年シーズン
- 2019年パシフィックアジアカーリング選手権大会に出場、準優勝[10][11]。

## チーム
| シーズン | フォース     | サード     | セカンド     | リード     | リザーブ   | 備考               |
| -------- | ------------ | ---------- | ------------ | ---------- | ---------- | ------------------ |
| 2012–13  | 土屋文乃     | 北澤育恵   | 中嶋星奈     | 両川萌音   | 上野美優   | JJCC 2012          |
| 2013–14  | 北澤育恵     | 土屋文乃   | 中嶋星奈     | 鈴木結海   | 鈴木みのり | JJCC 2013          |
| 2013–14  | 北澤育恵 (s) | 中嶋星奈   | 鈴木みのり   | 荻原詠理   | 谷本文子   | JCC 2014           |
| 2015–16  | 中嶋星奈 (s) | 鈴木みのり | 江並杏実     | 山本冴     |            | JCC 2016           |
| 2016–17  | 松村千秋 (s) | 清水絵美   | 北澤育恵     | 石郷岡葉純 | 中嶋星奈   | JCC 2017           |
| 2017–18  | 松村千秋 (s) | 北澤育恵   | 中嶋星奈     | 石郷岡葉純 | 清水絵美   | JCC 2018           |
| 2018–19  | 北澤育恵     | 松村千秋   | 中嶋星奈 (s) | 石郷岡葉純 | 清水絵美   | JCC 2019 WWCC 2019 |
| 2019–20  | 北澤育恵     | 松村千秋   | 中嶋星奈 (s) | 石郷岡葉純 | 清水絵美   | PACC 2019          |
| 2020–21  | 北澤育恵     | 松村千秋   | 中嶋星奈 (s) | 石郷岡葉純 | 鈴木みのり | JCC 2021           |
| 2021–22  | 北澤育恵 (s) | 中嶋星奈   | 鈴木みのり   | 石郷岡葉純 | 松村千秋   | JCC 2022           |
| 2022–23  | 北澤育恵 (s) | 中嶋星奈   | 鈴木みのり   | 石郷岡葉純 | 松村千秋   | JCC 2023           |
| 2023–24  | 北澤育恵 (s) | 中嶋星奈   | 江並杏実     | 鈴木みのり | 石郷岡葉純 | JCC 2024           |
| 2024–25  | 北澤育恵 (s) | 中嶋星奈   | 江並杏実     | 鈴木みのり | 石郷岡葉純 | JCC 2025           |

(s)…スキップ

## 主な成績

### 世界選手権
- 2019年 - 4位（日本代表／セカンド・スキップ）[9]
- 2022年 - 7位（日本代表／サード）[14][注釈 1]

### 日本選手権
- 2014年 - 予選8位（チーム軽井沢／サード）[3][16]
- 2017年 - 優勝（中部電力／リザーブ）
- 2018年 - 3位（中部電力／セカンド）
- 2019年 - 優勝（中部電力／セカンド・スキップ）
- 2020年 - 準優勝（中部電力／セカンド・スキップ）
- 2021年 - 3位（中部電力／セカンド・スキップ）
- 2022年 - 準優勝（中部電力／サード）
- 2023年 - 3位（中部電力／サード）
- 2024年 - 3位（中部電力／サード）